# Renaud Gensane
Renaud Gensane (* 27. März 1988 in Antananarivo) ist eine madagassisch-französischer Jazzmusiker (Trompete, Flügelhorn).

## Leben und Wirken
Gensane begann seine musikalische Ausbildung an der Musikschule von Thuir, wo er Blockflöte und Schlagzeug lernte. Anschließend studierte er am Conservatoire à Rayonnement Régional Perpignan Trompete, Schlagzeug, klassische Perkussion und Jazz. Während dieser Jahre arbeitete er mit Bernard Soustrot, Serge Lazarevitch sowie André Mallau und nahm an verschiedenen Workshops teil. Im Jahr 2006 erhielt er ein D.E.M. für Jazz, eine Goldmedaille für Schlagzeug und ein Abschlusszeugnis für Trompete.
Gensane hat in verschiedenen Jazzformationen gespielt, u. a. mit der Stéphane Kochoyan, Harold Lopez Nussa, Triphase, Hadrien Feraud, Grégory Privat, Samuel Torres, Chris Coleman, Eric Moore, Bojan Z und Ibrahim Maalouf. 2013 trat er mit seiner Band als Vorgruppe bei der Tournee von Marcus Miller auf; 2014 erschien sein Album Hapelemur, an dem Grégory Privat und Gautier Garrigue, aber auch Tony Tixier und Hadrien Feraud beteiligt waren. Er spielte auch Ska-Reggae mit 100 Grammes de Têtes und in Salsa-Bands wie Fiesta Cubana, Lariba, Sexto Sentido oder Hermano Olivera. 2008 trat er in André Hellers Show Afrika! Afrika! in London auf, und von 2010 bis 2012 war er erster Trompeter im Orchester des Pariser Winterzirkus. Als Theatermusiker wirkte er auch in der Schweiz in Georg Büchners Woyzeck (Inszenierung von Andrea Novicov). Zudem begleitete er Varietékünstlern wie Cheb Khaled, Olivia Ruiz und Christophe Mae. Weiterhin ist er auf Alben von Baptiste Hernin (Interférences) und mit Electro Deluxe (Apollo) zu hören.